# Büttelborn
Büttelborn is een gemeente in de Duitse deelstaat Hessen, en maakt deel uit van de Kreis Groß-Gerau. Büttelborn telt 14.859 inwoners.

## Plaatsen in de gemeente Büttelborn
- Büttelborn
- Klein-Gerau
- Worfelden

Biebesheim am Rhein ·
Bischofsheim ·
Büttelborn ·
Gernsheim ·
Ginsheim-Gustavsburg ·
Groß-Gerau ·
Kelsterbach ·
Mörfelden-Walldorf ·
Nauheim ·
Raunheim ·
Riedstadt ·
Rüsselsheim am Main ·
Stockstadt am Rhein ·
Trebur